# Winter-Asienspiele 2017/Eishockey
Die Eishockeywettbewerbe der VIII. Winter-Asienspiele fanden vom 18. Februar – und damit einen Tag vor der eigentlichen Eröffnungsfeier – bis 26. Februar 2017 in drei Eisstadien der japanischen Stadt Sapporo statt. Neben der Gastgebernation Japan nahmen bei den Herren 17 weitere Länder am Wettbewerb teil.
Das Herrenturnier wies erneut eine Rekordbeteiligung mit 18 Mannschaften auf. Zunächst hatten 20 Mannschaften für das Turnier gemeldet, darunter mit den Philippinen, Turkmenistan, Indonesien und Iran vier Länder, die erstmals mit ihren Nationalmannschaften international auftraten. Allerdings zog Bahrain seine Mannschaft kurz vor dem Turnierstart zurück. Die Mannschaft des Irans reiste zwar an, allerdings erhielt mehr als die Hälfte der Mannschaft keine gültige Spielerlaubnis, sodass das Team außer Konkurrenz antrat. Aufgrund der großen Leistungsunterschiede waren die Nationen in drei unabhängige Divisionen eingeteilt. Nur die vier an der Top-Division beteiligten Mannschaften konnten dabei Medaillen gewinnen.
Am Eishockeyturnier der Frauen nahmen erstmals sechs Mannschaften teil. Neu dabei waren die Mannschaften Hongkongs und Thailands.

## Teilnehmer, Austragungsorte und -zeiträume
Herren
- Top-Division: 22. bis 26. Februar 2017 in der Tsukisamu-Sporthalle
Teilnehmer:  Volksrepublik China,  Kasachstan (Titelverteidiger),  Japan,  Südkorea
- Division I: 18. bis 25. Februar 2017 in der Mikaho-Sporthalle
Teilnehmer:  Republik China (Taiwan),  Hongkong (erste Teilnahme seit 2007),  Mongolei,  Singapur (Neuling),  Thailand,  Vereinigte Arabische Emirate
- Division II: 18. bis 26. Februar 2017 in der Hoshioki-Eishalle
  - Gruppe A
Teilnehmer:  Katar,  Kirgisistan,  Athleten aus Kuwait,  Philippinen (Neuling)
  - Gruppe B
Teilnehmer:  Indonesien (Neuling),  Macau (erste Teilnahme seit 2007),  Malaysia,  Turkmenistan (Neuling)

Frauen
- 18. bis 25. Februar 2017 in der Tsukisamu-Sporthalle
  - Teilnehmer:  Volksrepublik China,  Hongkong (Neuling),  Kasachstan (Titelverteidiger),  Japan,  Südkorea,  Thailand (Neuling)

### Austragungsorte
Die Turniere der Herren und Frauen fanden allesamt in Sapporo statt. Dabei wurde die Top-Division der Herren und das Turnier der Frauen in der 3.000 Zuschauer fassenden Tsukisamu-Sporthalle ausgespielt. Die Division I bestritten ihre Partien in der Mikaho-Sporthalle und die Division II trug ihre Begegnungen in der Hoshioki-Eishalle aus.
| Sapporo                               |                              |                              |
| Tsukisamu-Sporthalle Kapazität: 3.000 | Mikaho-Sporthalle Kapazität: | Hoshioki-Eishalle Kapazität: |
| Tsukisamu-Sporthalle                  | Mikaho-Sporthalle            | Hoshioki-Eishalle            |

## Herren

### Modus
Die Herren spielen in drei unabhängigen Divisionen. Die vier besten Nationen spielen in der Top-Division einmal gegen jede andere Mannschaft, sodass jedes Team drei Partien bestreitet. Die punktbeste Mannschaft sichert sich am Turnierende die Goldmedaille. In der Division I sind sechs Mannschaften vertreten, die in einer separaten Einfachrunde im Modus „Jeder gegen jeden“ antreten. Die restlichen zehn Länder absolvierten in der Division II eine separate Runde im gleichen Modus in zwei Gruppen zu je fünf Mannschaften. Die Ersten und die Zweiten beider Gruppen spielen am Ende um Platz 1 bzw. 3 der Division II.

### Top-Division
| 22. Februar 2017 15:30 Uhr (Ortszeit) | 22. Februar 2017 7:30 Uhr (MEZ) | Südkorea | 0:4 (0:0, 0:2, 0:2) Spielbericht | Kasachstan M. Wolkow (34:07) N. Michailis (35:54) Ä. Ässetow (47:27) K. Sawenkow (54:26) | Tsukisamu-Sporthalle, Sapporo Zuschauer: 513 |

| 22. Februar 2017 19:00 Uhr | 22. Februar 2017 11:00 Uhr | Japan M. Nishiwaki (3:30) S. Takahasi (7:03) S. Kuji (10:08) S. Kuji (13:24) Y. Haga (13:46) M. Furuhashi (22:11) K. Mitamura (25:03) H. Ueno (25:42) H. Terao (32:33) K. Takagi (41:34) M. Furuhashi (50:55) Y. Hirano (54:04) M. Furuhashi (56:25) T. Yamashita (57:56) | 14:0 (5:0, 4:0, 5:0) Spielbericht | Volksrepublik China | Tsukisamu-Sporthalle, Sapporo Zuschauer: 1.197 |

| 24. Februar 2017 15:30 Uhr | 24. Februar 2017 7:30 Uhr | Kasachstan M. Wolkow (9:21) I. Kowsalow (13:26) K. Sawenkow (15:03) M. Wolkow (23:00) D. Grenz (33:59) K. Sawenkow (36:23) K. Sawenkow (45:43) A. Sagadejew (49:01) | 8:0 (3:0, 3:0, 2:0) Spielbericht | Volksrepublik China | Tsukisamu-Sporthalle, Sapporo Zuschauer: 483 |

| 24. Februar 2017 19:00 Uhr | 24. Februar 2017 11:00 Uhr | Japan H. Ueno (55:53) | 1:4 (0:1, 0:1, 1:2) Spielbericht | Südkorea Seo Y.-j. (9:33) M. Swift (29:49) Kim W.-j. (52:04) Park W.-s. (58:55) | Tsukisamu-Sporthalle, Sapporo Zuschauer: 2.118 |

| 26. Februar 2017 9:00 Uhr | 26. Februar 2017 1:00 Uhr | Volksrepublik China | 0:10 (0:2, 0:4, 0:4) Spielbericht | Südkorea Shin S.-h. (9:08) Shin S.-h. (11:10) Kim S.-w. (20:56) M. Swift (22:34) Park W.-s. (30:39) Park J.-k. (34:11) Shin S.-h. (41:41) Shin H.-j. (50:09) Park J.-k. (54:14) Kim Ki.-s. (58:48) | Tsukisamu-Sporthalle, Sapporo Zuschauer: 344 |

| 26. Februar 2017 12:30 Uhr | 26. Februar 2017 4:30 Uhr | Kasachstan J. Jewdokimow (0:31) I. Kowsalow (2:13) K. Sawizki (4:46) N. Michailis (12:44) J. Jewdokimow (29:39) K. Sawenkow (35:53) I. Kowsalow (58:33) | 7:0 (4:0, 2:0, 1:0) Spielbericht | Japan | Tsukisamu-Sporthalle, Sapporo Zuschauer: 1.631 |

| Pl. |                     | Sp | S | OTS | OTN | N | Tore  | Punkte |
| 1.  | Kasachstan          | 3  | 3 | 0   | 0   | 0 | 19:0  | 9      |
| 2.  | Südkorea            | 3  | 2 | 0   | 0   | 1 | 14:05 | 6      |
| 3.  | Japan               | 3  | 1 | 0   | 0   | 2 | 15:11 | 3      |
| 4.  | Volksrepublik China | 3  | 0 | 0   | 0   | 3 | 00:32 | 0      |

Abkürzungen: Pl. = Platz, Sp = Spiele, S = Siege, OTS = Siege nach Verlängerung (Overtime) oder Penaltyschießen, OTN = Niederlagen nach Verlängerung oder Penaltyschießen, N = Niederlagen

#### Beste Scorer
Abkürzungen: Sp = Spiele, T = Tore, V = Assists, Pkt = Punkte, +/− = Plus/Minus, SM = Strafminuten; Fett: Turnierbestwert
| Spieler             | Team       | Sp | T | V | Pkt | +/− | SM |
| ------------------- | ---------- | -- | - | - | --- | --- | -- |
| Konstantin Sawenkow | Kasachstan | 3  | 5 | 1 | 6   | +5  | 6  |
| Hiroki Ueno         | Japan      | 3  | 2 | 4 | 6   | +2  | 4  |
| Makuru Furuhashi    | Japan      | 3  | 3 | 2 | 5   | +2  | 4  |
| Shin Sang-hoon      | Südkorea   | 3  | 3 | 2 | 5   | +3  | 0  |
| Jaroslaw Jewdokimow | Kasachstan | 3  | 2 | 3 | 5   | +5  | 2  |
| Maxim Wolkow        | Kasachstan | 3  | 3 | 1 | 4   | +3  | 0  |
| Yōsuke Haga         | Japan      | 3  | 1 | 3 | 4   | +1  | 0  |
| Ilja Kowsalow       | Kasachstan | 3  | 3 | 0 | 3   | +5  | 0  |
| Nikita Michailis    | Kasachstan | 3  | 2 | 1 | 3   | +3  | 0  |
| Michael Swift       | Südkorea   | 3  | 2 | 1 | 3   | +2  | 0  |

#### Beste Torhüter
Abkürzungen: Sp = Spiele, Min = Eiszeit (in Minuten), GT = Gegentore, SO = Shutouts, Sv% = gehaltene Schüsse (in %), GTS = Gegentorschnitt; Fett: Turnierbestwert
| Spieler           | Team                | Sp | Min    | GT | SO | Sv%   | GTS   |
| ----------------- | ------------------- | -- | ------ | -- | -- | ----- | ----- |
| Witali Kolesnik   | Kasachstan          | 2  | 120:00 | 0  | 2  | 100,0 | 0,00  |
| Sergei Kudrjawzew | Kasachstan          | 1  | 60:00  | 0  | 1  | 100,0 | 0,00  |
| Matt Dalton       | Südkorea            | 3  | 180:00 | 5  | 1  | 91,7  | 1,67  |
| Takuto Onoda      | Japan               | 2  | 86:48  | 3  | 1  | 90,6  | 2,09  |
| Sun Zehao         | Volksrepublik China | 3  | 152:57 | 30 | 0  | 84,3  | 10,47 |
| Yutaka Fukufuji   | Japan               | 2  | 93:02  | 7  | 1  | 80,4  | 4,57  |

#### Medaillengewinner
| Asienspielesieger Kasachstan | Alexei Anziferow, Älichan Ässetow, Nursultan Belgibajew, Georgi Dulnew, Dmitri Grenz, Madijar Ibraibekow, Jaroslaw Jewdokimow, Anton Kasanzew, Witali Kolesnik, Ilja Kowsalow, Sergei Kudrjawzew, Alexander Kurschuk, Artemi Lakisa, Nikita Michailis, Ilgis Nurijew, Anton Petrow, Anton Sagadejew, Konstantin Sawenkow, Kirill Sawizki, Stanislaw Sintschenko, Iwan Stepanenko, Maxim Wolkow Trainer: Sergei Starygin |

| Silber Südkorea | Cho Min-ho, Matt Dalton, Jeon Jung-woo, Kim Ki-sung, Kim Sang-wook, Kim Won-jun, Kim Won-jung, Kim Yoon-hwan, Lee Chong-hyun, Lee Don-ku, Oh Hyon-ho, Park Jin-kyu, Park Kye-hoon, Park Sung-je, Park Woo-sang, Eric Regan, Seo Yeong-jun, Shin Hyung-jun, Shin Sang-hoon, Shin Sang-woo, Michael Swift, Mike Testwuide, Bryan Young Trainer: Paek Chi-sun |

| Bronze Japan | Yutaka Fukufuji, Makuru Furuhashi, Yōsuke Haga, Ryō Hashiba, Ryō Hashimoto, Yūshirō Hirano, Takuma Kawai, Shūhei Kuji, Keigo Minoshima, Kōhei Mitamura, Masahito Nishiwaki, Takuto Onoda, Hiroto Satō, Kenta Takagi, Seiji Takahashi, Gō Tanaka, Hiromichi Terao, Yuri Terao, Hiroki Ueno, Mei Ushū, Takafumi Yamashita, Takurō Yamashita Trainer: Takahito Suzuki |

### Division I
| 18. Februar 2017 12:00 Uhr (Ortszeit) | 18. Februar 2017 4:00 Uhr (MEZ) | Singapur | 1:12 (0:2, 1:5, 0:5) Spielbericht | Hongkong | Mikaho-Sporthalle, Sapporo Zuschauer: 260 |

| 18. Februar 2017 15:30 Uhr | 18. Februar 2017 7:30 Uhr | Republik China (Taiwan) | 10:3 (4:1, 1:1, 5:1) Spielbericht | Vereinigte Arabische Emirate | Mikaho-Sporthalle, Sapporo Zuschauer: 290 |

| 18. Februar 2017 19:00 Uhr | 18. Februar 2017 11:00 Uhr | Thailand | 5:4 (1:1, 3:1, 1:2) Spielbericht | Mongolei | Mikaho-Sporthalle, Sapporo Zuschauer: 200 |

| 20. Februar 2017 12:00 Uhr | 20. Februar 2017 4:00 Uhr | Vereinigte Arabische Emirate | 4:6 (0:1, 1:2, 3:3) Spielbericht | Thailand | Mikaho-Sporthalle, Sapporo Zuschauer: 450 |

| 20. Februar 2017 15:30 Uhr | 20. Februar 2017 7:30 Uhr | Mongolei | 8:0 (2:0, 4:0, 2:0) Spielbericht | Singapur | Mikaho-Sporthalle, Sapporo Zuschauer: 240 |

| 20. Februar 2017 19:00 Uhr | 20. Februar 2017 11:00 Uhr | Hongkong | 4:5 n. P. (3:0, 0:3, 1:1, 0:0, 0:1) Spielbericht | Republik China (Taiwan) | Mikaho-Sporthalle, Sapporo Zuschauer: 180 |

| 21. Februar 2017 12:00 Uhr | 21. Februar 2017 4:00 Uhr | Singapur | 1:11 (1:3, 0:5, 0:3) Spielbericht | Republik China (Taiwan) | Mikaho-Sporthalle, Sapporo Zuschauer: 200 |

| 21. Februar 2017 15:30 Uhr | 21. Februar 2017 7:30 Uhr | Hongkong | 2:8 (1:3, 1:2, 0:3) Spielbericht | Thailand | Mikaho-Sporthalle, Sapporo Zuschauer: 270 |

| 21. Februar 2017 19:00 Uhr | 21. Februar 2017 11:00 Uhr | Vereinigte Arabische Emirate | 6:3 (3:0, 1:1, 2:2) Spielbericht | Mongolei | Mikaho-Sporthalle, Sapporo Zuschauer: 200 |

| 23. Februar 2017 12:00 Uhr | 23. Februar 2017 4:00 Uhr | Republik China (Taiwan) | 2:3 n. V. (1:0, 0:0, 1:2, 0:1) Spielbericht | Thailand | Mikaho-Sporthalle, Sapporo Zuschauer: 500 |

| 23. Februar 2017 15:30 Uhr | 23. Februar 2017 7:30 Uhr | Mongolei | 8:6 (6:2, 1:2, 1:2) Spielbericht | Hongkong | Mikaho-Sporthalle, Sapporo Zuschauer: 280 |

| 23. Februar 2017 19:00 Uhr | 23. Februar 2017 11:00 Uhr | Vereinigte Arabische Emirate | 11:2 (3:0, 3:1, 5:1) Spielbericht | Singapur | Mikaho-Sporthalle, Sapporo Zuschauer: 160 |

| 25. Februar 2017 12:00 Uhr | 25. Februar 2017 4:00 Uhr | Mongolei | 2:6 (0:1, 1:2, 1:3) Spielbericht | Republik China (Taiwan) | Mikaho-Sporthalle, Sapporo Zuschauer: 500 |

| 25. Februar 2017 15:30 Uhr | 25. Februar 2017 7:30 Uhr | Thailand | 14:0 (5:0, 5:0, 4:0) Spielbericht | Singapur | Mikaho-Sporthalle, Sapporo Zuschauer: 250 |

| 25. Februar 2017 19:00 Uhr | 25. Februar 2017 11:00 Uhr | Hongkong | 3:5 (1:0, 1:2, 1:3) Spielbericht | Vereinigte Arabische Emirate | Mikaho-Sporthalle, Sapporo Zuschauer: 180 |

| Pl. |                              | Sp | S | OTS | OTN | N | Tore  | Punkte |
| 1.  | Thailand                     | 5  | 4 | 1   | 0   | 0 | 36:12 | 14     |
| 2.  | Republik China (Taiwan)      | 5  | 3 | 1   | 1   | 0 | 34:13 | 12     |
| 3.  | Vereinigte Arabische Emirate | 5  | 3 | 0   | 0   | 2 | 29:24 | 9      |
| 4.  | Mongolei                     | 5  | 2 | 0   | 0   | 3 | 25:23 | 6      |
| 5.  | Hongkong                     | 5  | 1 | 0   | 1   | 3 | 27:27 | 4      |
| 6.  | Singapur                     | 5  | 0 | 0   | 0   | 5 | 04:56 | 0      |

Abkürzungen: Pl. = Platz, Sp = Spiele, S = Siege, OTS = Siege nach Verlängerung (Overtime) oder Penaltyschießen, OTN = Niederlagen nach Verlängerung oder Penaltyschießen, N = Niederlagen

### Division II

#### Vorrunde

##### Gruppe A
| 18. Februar 2017 20:00 Uhr (Ortszeit) | 18. Februar 2017 12:00 Uhr (MEZ) | Athleten aus Kuwait | 0:5 (0:1, 0:3, 0:1) Spielbericht | Kirgisistan | Hoshioki-Eishalle, Sapporo Zuschauer: 104 |

| 21. Februar 2017 16:30 Uhr | 21. Februar 2017 8:30 Uhr | Katar | 2:6 (0:1, 0:2, 2:3) Spielbericht | Athleten aus Kuwait | Hoshioki-Eishalle, Sapporo Zuschauer: 62 |

| 21. Februar 2017 20:00 Uhr | 21. Februar 2017 12:00 Uhr | Kirgisistan | 10:5 (6:1, 1:3, 3:1) Spielbericht | Philippinen | Hoshioki-Eishalle, Sapporo Zuschauer: 86 |

| 23. Februar 2017 20:00 Uhr | 23. Februar 2017 12:00 Uhr | Katar | 2:14 (1:4, 0:5, 1:5) Spielbericht | Philippinen | Hoshioki-Eishalle, Sapporo Zuschauer: 103 |

| 24. Februar 2017 16:30 Uhr | 24. Februar 2017 8:30 Uhr | Kirgisistan | 7:2 (2:0, 4:0, 1:2) Spielbericht | Katar | Hoshioki-Eishalle, Sapporo Zuschauer: 68 |

| 24. Februar 2017 20:00 Uhr | 24. Februar 2017 12:00 Uhr | Philippinen | 8:3 (2:2, 4:0, 2:1) Spielbericht | Athleten aus Kuwait | Hoshioki-Eishalle, Sapporo Zuschauer: 127 |

| Pl. |                     | Sp | S | OTS | OTN | N | Tore  | Punkte |
| 1.  | Kirgisistan         | 3  | 3 | 0   | 0   | 0 | 22:07 | 9      |
| 2.  | Philippinen         | 3  | 2 | 0   | 0   | 1 | 27:15 | 6      |
| 3.  | Athleten aus Kuwait | 3  | 1 | 0   | 0   | 2 | 09:15 | 3      |
| 4.  | Katar               | 3  | 0 | 0   | 0   | 3 | 06:27 | 0      |

Abkürzungen: Pl. = Platz, Sp = Spiele, S = Siege, OTS = Siege nach Verlängerung (Overtime) oder Penaltyschießen, OTN = Niederlagen nach Verlängerung oder Penaltyschießen, N = Niederlagen

Erläuterungen: Qualifikant für das Finale, Qualifikant für das Spiel um Platz 3
Die kuwaitische Nationalmannschaft spielte aufgrund der Suspendierung ihres Nationalen Olympischen Komitees durch das Internationale Olympische Komitee IOC als Athleten aus Kuwait unter der Olympischen Flagge.

##### Gruppe B
| 18. Februar 2017 13:00 Uhr (Ortszeit) | 18. Februar 2017 5:00 Uhr (MEZ) | Turkmenistan | 9:2 (5:0, 4:1, 0:1) Spielbericht | Malaysia | Hoshioki-Eishalle, Sapporo Zuschauer: 113 |

| 21. Februar 2017 9:30 Uhr | 21. Februar 2017 1:30 Uhr | Macau | 0:16 (0:6, 0:4, 0:6) Spielbericht | Turkmenistan | Hoshioki-Eishalle, Sapporo Zuschauer: 155 |

| 21. Februar 2017 13:00 Uhr | 21. Februar 2017 5:00 Uhr | Malaysia | 13:2 (6:1, 3:1, 4:0) Spielbericht | Indonesien | Hoshioki-Eishalle, Sapporo Zuschauer: 146 |

| 23. Februar 2017 13:00 Uhr | 23. Februar 2017 5:00 Uhr | Macau | 6:2 (2:0, 4:0, 0:2) Spielbericht | Indonesien | Hoshioki-Eishalle, Sapporo Zuschauer: 87 |

| 24. Februar 2017 9:30 Uhr | 24. Februar 2017 1:30 Uhr | Malaysia | 4:9 (1:2, 1:4, 2:3) Spielbericht | Macau | Hoshioki-Eishalle, Sapporo Zuschauer: 110 |

| 24. Februar 2017 13:00 Uhr | 24. Februar 2017 5:00 Uhr | Indonesien | 2:12 (1:5, 0:5, 1:2) Spielbericht | Turkmenistan | Hoshioki-Eishalle, Sapporo Zuschauer: 102 |

Außer Konkurrenz trug Iran seine angesetzten Spiele als Freundschaftsspiele aus:
- 18. Februar 2017: Macau – Iran 7:1
- 20. Februar 2017: Indonesien – Iran 3:10
- 22. Februar 2017: Malaysia – Iran 3:8
- 23. Februar 2017: Turkmenistan – Iran 12:2

| Pl. |              | Sp | S | OTS | OTN | N | Tore  | Punkte |
| 1.  | Turkmenistan | 3  | 3 | 0   | 0   | 0 | 37:04 | 9      |
| 2.  | Macau        | 3  | 2 | 0   | 0   | 1 | 15:22 | 6      |
| 3.  | Malaysia     | 3  | 1 | 0   | 0   | 2 | 19:20 | 3      |
| 4.  | Indonesien   | 3  | 0 | 0   | 0   | 3 | 06:31 | 0      |

Abkürzungen: Pl. = Platz, Sp = Spiele, S = Siege, OTS = Siege nach Verlängerung (Overtime) oder Penaltyschießen, OTN = Niederlagen nach Verlängerung oder Penaltyschießen, N = Niederlagen

Erläuterungen: Qualifikant für das Finale, Qualifikant für das Spiel um Platz 3

#### Finalspiele
Spiel um Platz 3
| 26. Februar 2017 9:00 Uhr (Ortszeit) | 26. Februar 2017 1:00 Uhr (MEZ) | Philippinen | 9:2 (5:0, 2:1, 2:1) Spielbericht | Macau | Hoshioki-Eishalle, Sapporo Zuschauer: 208 |

Finale
| 26. Februar 2017 12:30 Uhr | 26. Februar 2017 4:30 Uhr | Kirgisistan | 3:7 (2:2, 0:1, 1:4) Spielbericht | Turkmenistan | Hoshioki-Eishalle, Sapporo Zuschauer: 243 |

### Abschlussplatzierungen
| Rang | Nation                       |
| ---- | ---------------------------- |
| 1    | Kasachstan                   |
| 2    | Südkorea                     |
| 3    | Japan                        |
| 4    | Volksrepublik China          |
| 5    | Thailand                     |
| 6    | Republik China (Taiwan)      |
| 7    | Vereinigte Arabische Emirate |
| 8    | Mongolei                     |
| 9    | Hongkong                     |
| 10   | Singapur                     |
| 11   | Turkmenistan                 |
| 12   | Kirgisistan                  |
| 13   | Philippinen                  |
| 14   | Macau                        |
| 15   | Malaysia                     |
| 16   | Athleten aus Kuwait          |
| 17   | Katar                        |
| 18   | Indonesien                   |

## Frauen

### Modus
Jede der sechs Mannschaften spielt einmal gegen jede andere Mannschaft. Die Mannschaft mit den meisten Punkten gewinnt die Goldmedaille.

### Ergebnisse
| 18. Februar 2017 12:00 Uhr (Ortszeit) | 18. Februar 2017 4:00 Uhr (MEZ) | Kasachstan | 0:6 (0:2, 0:3, 0:1) Spielbericht | Japan | Tsukisamu-Sporthalle, Sapporo Zuschauer: 2.200 |

| 18. Februar 2017 15:30 Uhr | 18. Februar 2017 7:30 Uhr | Thailand | 0:20 (0:7, 0:7, 0:6) Spielbericht | Südkorea | Tsukisamu-Sporthalle, Sapporo Zuschauer: 360 |

| 18. Februar 2017 19:00 Uhr | 18. Februar 2017 11:00 Uhr | Volksrepublik China | 20:0 (4:0, 8:0, 8:0) Spielbericht | Hongkong | Tsukisamu-Sporthalle, Sapporo Zuschauer: 110 |

| 20. Februar 2017 12:00 Uhr | 20. Februar 2017 4:00 Uhr | Hongkong | 4:5 (2:2, 1:1, 1:2) Spielbericht | Thailand | Tsukisamu-Sporthalle, Sapporo Zuschauer: 261 |

| 20. Februar 2017 15:30 Uhr | 20. Februar 2017 7:30 Uhr | Volksrepublik China | 8:3 (2:1, 3:1, 3:1) Spielbericht | Kasachstan | Tsukisamu-Sporthalle, Sapporo Zuschauer: 323 |

| 20. Februar 2017 19:00 Uhr | 20. Februar 2017 11:00 Uhr | Japan | 3:0 (1:0, 0:0, 2:0) Spielbericht | Südkorea | Tsukisamu-Sporthalle, Sapporo Zuschauer: 1.221 |

| 21. Februar 2017 12:00 Uhr | 21. Februar 2017 4:00 Uhr | Volksrepublik China | 15:0 (7:0, 4:0, 4:0) Spielbericht | Thailand | Tsukisamu-Sporthalle, Sapporo Zuschauer: 184 |

| 21. Februar 2017 15:30 Uhr | 21. Februar 2017 7:30 Uhr | Kasachstan | 1:0 (0:0, 0:0, 1:0) Spielbericht | Südkorea | Tsukisamu-Sporthalle, Sapporo Zuschauer: 292 |

| 21. Februar 2017 19:00 Uhr | 21. Februar 2017 11:00 Uhr | Japan | 46:0 (17:0, 18:0, 11:0) Spielbericht | Hongkong | Tsukisamu-Sporthalle, Sapporo Zuschauer: 513 |

| 23. Februar 2017 12:00 Uhr | 23. Februar 2017 4:00 Uhr | Südkorea | 3:2 n. P. (1:1, 1:1, 0:0, 0:0, 1:0) Spielbericht | Volksrepublik China | Tsukisamu-Sporthalle, Sapporo Zuschauer: 351 |

| 23. Februar 2017 15:30 Uhr | 23. Februar 2017 7:30 Uhr | Hongkong | 0:19 (0:7, 0:5, 0:7) Spielbericht | Kasachstan | Tsukisamu-Sporthalle, Sapporo Zuschauer: 182 |

| 23. Februar 2017 19:00 Uhr | 23. Februar 2017 11:00 Uhr | Thailand | 0:37 (0:18, 0:13, 0:6) Spielbericht | Japan | Tsukisamu-Sporthalle, Sapporo Zuschauer: 348 |

| 25. Februar 2017 12:00 Uhr | 25. Februar 2017 4:00 Uhr | Kasachstan | 8:0 (5:0, 2:0, 1:0) Spielbericht | Thailand | Tsukisamu-Sporthalle, Sapporo Zuschauer: 337 |

| 25. Februar 2017 15:30 Uhr | 25. Februar 2017 7:30 Uhr | Südkorea | 14:0 (9:0, 5:0, 0:0) Spielbericht | Hongkong | Tsukisamu-Sporthalle, Sapporo Zuschauer: 508 |

| 25. Februar 2017 19:00 Uhr | 25. Februar 2017 11:00 Uhr | Japan | 6:1 (5:0, 0:1, 1:0) Spielbericht | Volksrepublik China | Tsukisamu-Sporthalle, Sapporo Zuschauer: 1.807 |

| Pl. |                     | Sp | S | OTS | OTN | N | Tore   | Punkte |
| 1.  | Japan               | 5  | 5 | 0   | 0   | 0 | 98:001 | 15     |
| 2.  | Volksrepublik China | 5  | 3 | 0   | 1   | 1 | 46:012 | 10     |
| 3.  | Kasachstan          | 5  | 3 | 0   | 0   | 2 | 31:014 | 9      |
| 4.  | Südkorea            | 5  | 2 | 1   | 0   | 2 | 37:006 | 8      |
| 5.  | Thailand            | 5  | 1 | 0   | 0   | 4 | 05:084 | 3      |
| 6.  | Hongkong            | 5  | 0 | 0   | 0   | 5 | 04:104 | 0      |

Abkürzungen: Pl. = Platz, Sp = Spiele, S = Siege, OTS = Siege nach Verlängerung (Overtime) oder Penaltyschießen, OTN = Niederlagen nach Verlängerung oder Penaltyschießen, N = Niederlagen

### Siegermannschaft
| Asienspielesieger Japan | Yurie Adachi, Yoshino Enomoto, Moeko Fujimoto, Nana Fujimoto, Mika Hori, Akane Hosoyamada, Tomomi Iwahara, Mai Kondō, Shiori Koike, Akane Konishi, Hanae Kubo, Ami Nakamura, Shōko Ono, Chiho Ōsawa, Sena Suzuki, Aina Takeuchi, Naho Terashima, Ayaka Toko, Haruka Toko, Rui Ukita, Haruna Yoneyama Cheftrainer: Takeshi Yamanaka Assistenztrainer: Masahito Haruna, Yuji Iizuka |

## Medaillenspiegel
| Medaillenspiegel Eishockey | Medaillenspiegel Eishockey | Medaillenspiegel Eishockey | Medaillenspiegel Eishockey | Medaillenspiegel Eishockey | Medaillenspiegel Eishockey |
| Platz                      | Land                       | Gold                       | Silber                     | Bronze                     | Gesamt                     |
| -------------------------- | -------------------------- | -------------------------- | -------------------------- | -------------------------- | -------------------------- |
| 1                          | Japan                      | 1                          | 0                          | 1                          | 2                          |
| 1                          | Kasachstan                 | 1                          | 0                          | 1                          | 2                          |
| 3                          | Südkorea                   | 0                          | 1                          | 0                          | 1                          |
| 3                          | Volksrepublik China        | 0                          | 1                          | 0                          | 1                          |